# Prémio Trasalba

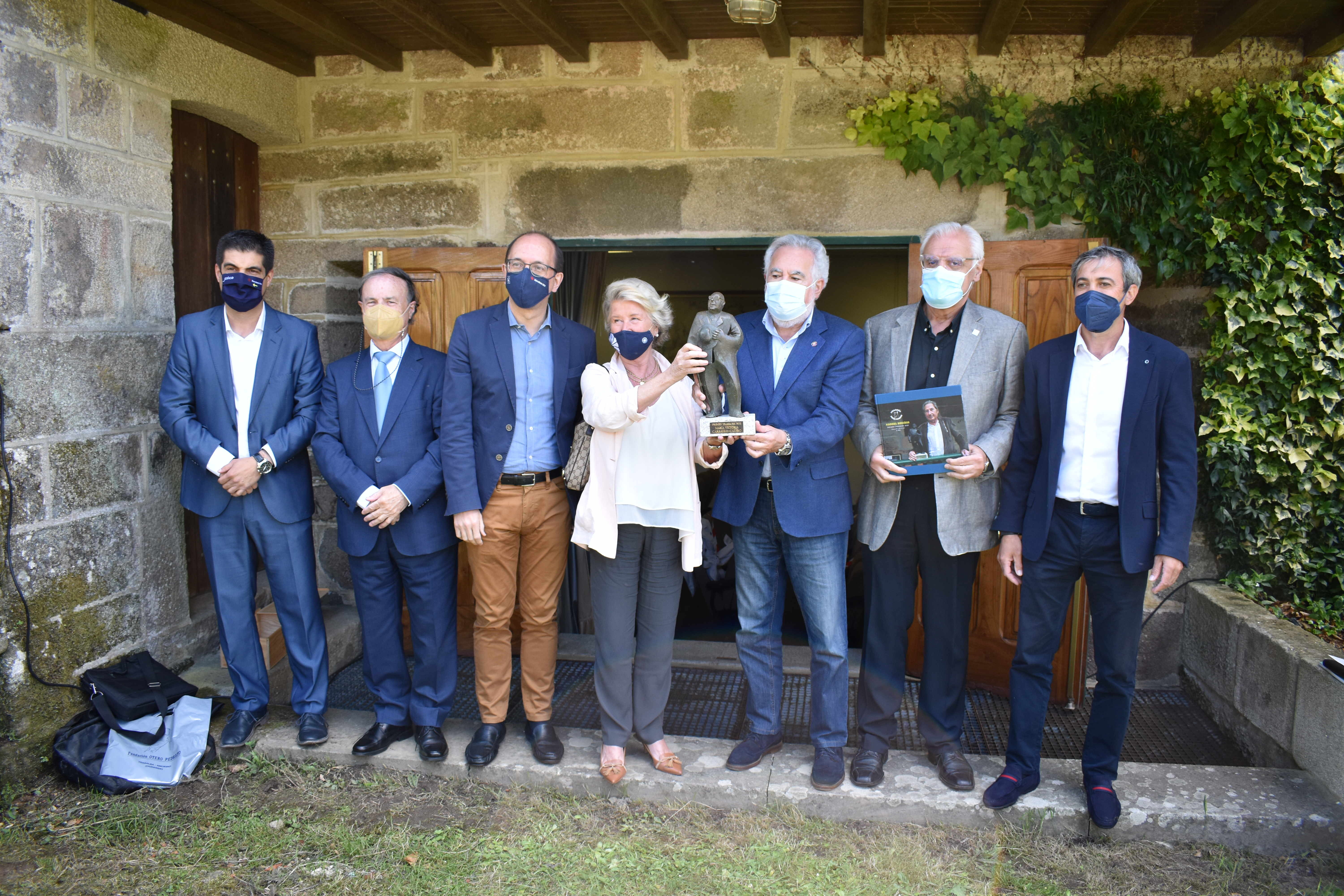
María Victoria Carballo-Calero com diversas autoridades na entrega do Prémio Trasalba de 2021.

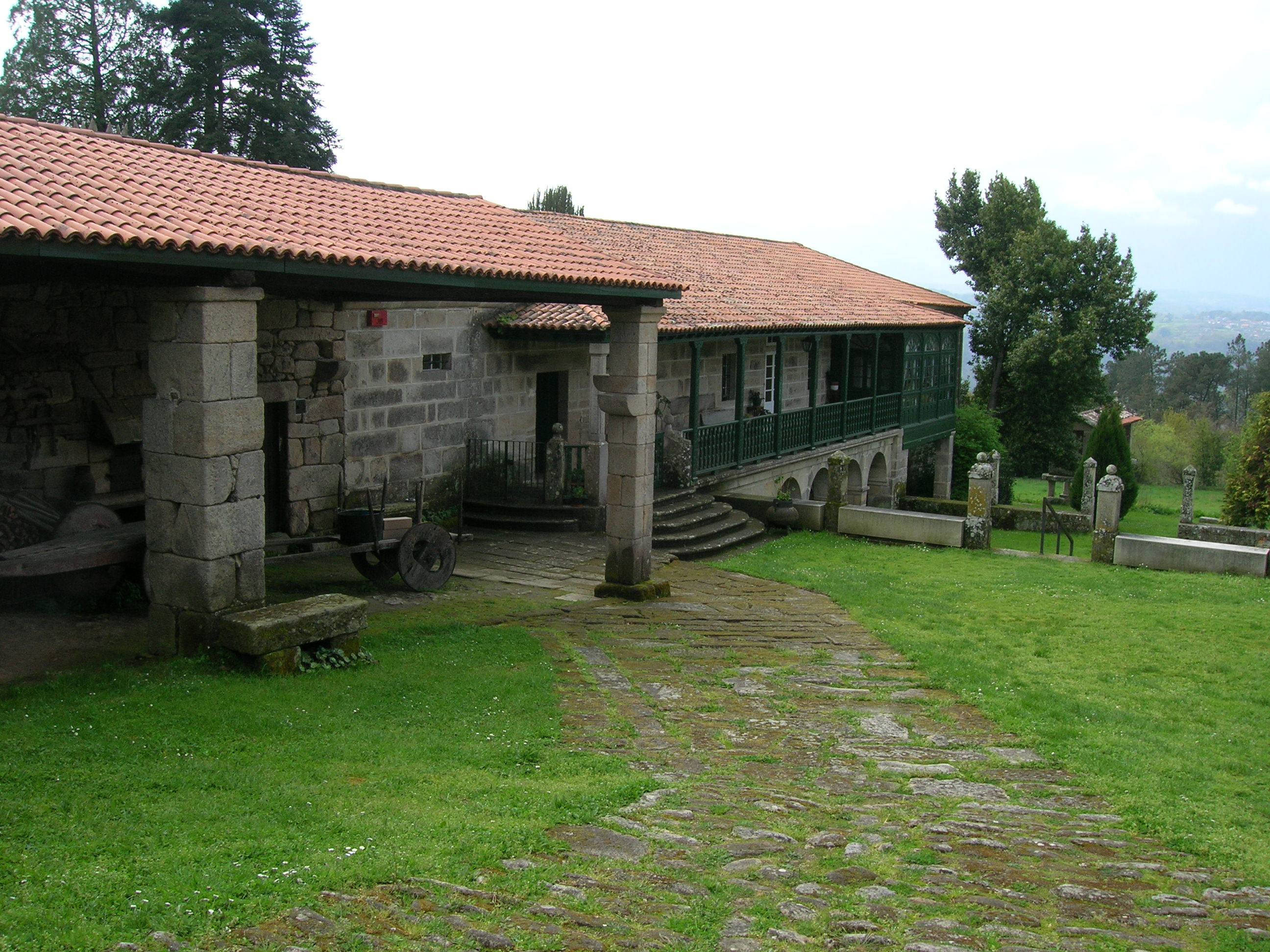
Casa-museu de Ramón Otero Pedrayo em Trasalba.

O Prémio Trasalba (português europeu) ou Prêmio Trasalba (português brasileiro) é um galardão anual de carácter honorífico entregue na Galiza, Espanha. Reconhece as contribuições culturais e galeguistas de diferentes figuras públicas, vivas ou falecidas muito recentemente. Promovido pela Fundação Otero Pedrayo, é entregue ininterruptamente desde 1983 na casa-museu do escritor em Trasalba, no Amoeiro.

## Lista de laureados
- 1983, Xaquín Lorenzo
- 1984, Isidro Parga Pondal
- 1985, Antón Fraguas
- 1986, Valentín Paz-Andrade
- 1987, Ramón Martínez López
- 1988, Francisco Fernández del Riego
- 1989, Miguel Anxo Araúxo Iglesias
- 1990, Xosé Filgueira Valverde
- 1991, Lois Tobío Fernández
- 1992, Xaime Isla Couto
- 1993, Isaac Díaz Pardo
- 1994, Marino Dónega
- 1995, Francisco Río Barxa
- 1996, Pura Vázquez
- 1997, Raimundo García Domínguez "Borobó"
- 1998, Ricardo García Suárez "Xohán Ledo"
- 1999, Carlos García Martínez
- 2000, Xesús Alonso Montero
- 2001, Xosé Luís Méndez Ferrín
- 2002, Augusto Pérez Alberti
- 2003, Andrés Torres Queiruga
- 2004, Xosé Neira Vilas
- 2005, Agustín Sixto Seco
- 2006, Milladoiro (grupo musical)
- 2007, John Rutherford
- 2008, Olga Gallego
- 2009, Xosé Manuel Beiras
- 2010, Xosé Ramón Barreiro
- 2011, Ramón Lorenzo
- 2012, Antía Cal
- 2013, Cristina Pato
- 2014, Agustín Fernández Paz
- 2015, Antón Pulido Novoa
- 2016, Camilo Nogueira Román
- 2017, Carlos Baliñas Fernández
- 2018, Coral de Ruada[1]
- 2019, Luz Pozo Garza[2]
- 2020, Manuel García "Buciños"[3]
- 2021, María Victoria Carballo-Calero[4]